# Culicia stellata
Espèce
Statut CITES
Culicia stellata  est une espèce de coraux appartenant à la famille des Rhizangiidae.